# Baracs
Baracs är en ort i Ungern.   Den ligger i provinsen Fejér, i den centrala delen av landet, 70 km söder om huvudstaden Budapest. Baracs ligger 102 meter över havet och antalet invånare är 3 294.
Terrängen runt Baracs är platt. Runt Baracs är det ganska tätbefolkat, med 104 invånare per kvadratkilometer. Närmaste större samhälle är Dunaújváros, 9,5 km norr om Baracs. Trakten runt Baracs består till största delen av jordbruksmark.